# 10e étape du Tour d'Italie 2024
Pour un article plus général, voir Tour d'Italie 2024.
La 10e étape du Tour d'Italie 2024 se déroule le mardi 14 mai 2024 entre Pompéi et Cusano Mutri en Campanie sur une distance de 142 km.

## Parcours
Au lendemain de la première journée de repos, les coureurs partent de la cité antique de Pompéi, à côté de Naples, pour prendre la direction du nord dans une étape qui s'élève progressivement au fil des kilomètres et du retour dans le massif des Apennins. Le tracé franchit le col de 2e catégorie de Camposauro à la mi-course puis emprunte la longue montée du col de 1re catégorie de la Bocca della Selva (altitude : 1 932 m) à Cusano Mutri où l'arrivée est jugée au sommet après une ascension de 17,9 km avec une pente moyenne de 5,6 %.

## Déroulement de la course
La première moitié de l'étape est marquée par une succession d'attaques et de formations en tête qui finissent par se regrouper à une soixantaine de kilomètres de l'arrivée formant un importante échappée de 26 coureurs. À 37 km de l'arrivée, le Slovène Jan Tratnik (Visma Lease a Bike) s'isole en tête poursuivi par un quatuor formé par les Français Romain Bardet (dsm-firmenich PostNL) et Valentin Paret-Peintre (Decathlon-AG2R La Mondiale) et les Italiens Marco Frigo (Israel-Premier Tech) et Andrea Bagioli (Lidl-Trek) eux-mêmes suivis par le reste des échappés alors que le peloton navigue à plus de cinq minutes. 
Au pied de la longue ascension finale de 17,9 kilomètres, Tratnik possède une avance de 50 secondes sur le groupe Bardet, 1 min 40 s sur le reste de l'échappée et 5 minutes sur le peloton maillot rose. À 4 km du sommet, le Slovène possède toujours 35 secondes d'avance sur Bardet et Paret-Peintre. Deux kilomètres plus loin, Valentin Paret-Peintre revient sur Jan Tratnik, le laisse sur place et file vers la victoire qu'il remporte avec 30 secondes sur son compatriote Romain Bardet.

## Résultats

### Classement de l'étape
| \| Classement de l'étape \| Classement de l'étape \| Classement de l'étape \| Classement de l'étape \| Classement de l'étape \| \| Coureur \| Coureur \| Pays \| Équipe \| Temps \| \| --------------------- \| ---------------------- \| --------------------- \| ----------------------------- \| --------------------- \| \| 1er \| Valentin Paret-Peintre \| France \| Decathlon-AG2R La Mondiale \| 3 h 43 min 50 s \| \| 2e \| Romain Bardet \| France \| Team dsm-firmenich PostNL \| + 30 s \| \| 3e \| Jan Tratnik \| Slovénie \| Team Visma \\| Lease a Bike \| + 1 min 00 s \| \| 4e \| Andrea Bagioli \| Italie \| Lidl-Trek \| + 1 min 17 s \| \| 5e \| Aurélien Paret-Peintre \| France \| Decathlon-AG2R La Mondiale \| + 1 min 24 s \| \| 6e \| Simon Geschke \| Allemagne \| Cofidis \| + 1 min 24 s \| \| 7e \| Filippo Zana \| Italie \| Team Jayco AlUla \| + 1 min 24 s \| \| 8e \| Domenico Pozzovivo \| Italie \| VF Group-Bardiani CSF-Faizanè \| + 1 min 24 s \| \| 9e \| Nicola Conci \| Italie \| Alpecin-Deceuninck \| + 1 min 41 s \| \| 10e \| Esteban Chaves \| Colombie \| EF Education-EasyPost \| + 1 min 56 s \| |                        |           |                               |                 |
| |                        |           |                               |                 |
| Sources : ProCyclingStats Cycling Quotient |                        |           |                               |                 |
| Classement de l'étape |                        |           |                               |                 |
| Coureur | Coureur                | Pays      | Équipe                        | Temps           |
| 1er | Valentin Paret-Peintre | France    | Decathlon-AG2R La Mondiale    | 3 h 43 min 50 s |
| 2e | Romain Bardet          | France    | Team dsm-firmenich PostNL     | + 30 s          |
| 3e | Jan Tratnik            | Slovénie  | Team Visma \| Lease a Bike    | + 1 min 00 s    |
| 4e | Andrea Bagioli         | Italie    | Lidl-Trek                     | + 1 min 17 s    |
| 5e | Aurélien Paret-Peintre | France    | Decathlon-AG2R La Mondiale    | + 1 min 24 s    |
| 6e | Simon Geschke          | Allemagne | Cofidis                       | + 1 min 24 s    |
| 7e | Filippo Zana           | Italie    | Team Jayco AlUla              | + 1 min 24 s    |
| 8e | Domenico Pozzovivo     | Italie    | VF Group-Bardiani CSF-Faizanè | + 1 min 24 s    |
| 9e | Nicola Conci           | Italie    | Alpecin-Deceuninck            | + 1 min 41 s    |
| 10e | Esteban Chaves         | Colombie  | EF Education-EasyPost         | + 1 min 56 s    |

### Points attribués pour le classement par points
| Sprint intermédiaire Arpaia (km 52,1) | Sprint intermédiaire Arpaia (km 52,1) | Sprint intermédiaire Arpaia (km 52,1) | Sprint intermédiaire Arpaia (km 52,1) | Sprint intermédiaire Arpaia (km 52,1) |
| ------------------------------------- | ------------------------------------- | ------------------------------------- | ------------------------------------- | ------------------------------------- |
|                                       | Coureur                               | Pays                                  | Équipe                                | Point(s)                              |
| 1er                                   | Alessandro De Marchi                  | Italie                                | Jayco AlUla                           | 12                                    |
| 2e                                    | Simon Clarke                          | Australie                             | Israel-Premier Tech                   | 8                                     |
| 3e                                    | Kaden Groves                          | Australie                             | Alpecin-Deceuninck                    | 6                                     |
| 4e                                    | Filippo Fiorelli                      | Italie                                | VF Group-Bardiani CSF-Faizané         | 5                                     |
| 5e                                    | Quinten Hermans                       | Belgique                              | Alpecin-Deceuninck                    | 4                                     |
| 6e                                    | Esteban Chaves                        | Colombie                              | EF Education-EasyPost                 | 3                                     |
| 7e                                    | Mauri Vansevenant                     | Belgique                              | Soudal Quick-Step                     | 2                                     |
| 8e                                    | Simon Geschke                         | Allemagne                             | Cofidis                               | 1                                     |
| modifier                              |                                       |                                       |                                       |                                       |

| Sprint intermédiaire Guardia Sanframondi (km 104,8) | Sprint intermédiaire Guardia Sanframondi (km 104,8) | Sprint intermédiaire Guardia Sanframondi (km 104,8) | Sprint intermédiaire Guardia Sanframondi (km 104,8) | Sprint intermédiaire Guardia Sanframondi (km 104,8) |
| --------------------------------------------------- | --------------------------------------------------- | --------------------------------------------------- | --------------------------------------------------- | --------------------------------------------------- |
|                                                     | Coureur                                             | Pays                                                | Équipe                                              | Point(s)                                            |
| 1er                                                 | Filippo Fiorelli                                    | Italie                                              | VF Group-Bardiani CSF-Faizané                       | 12                                                  |
| 2e                                                  | Jan Tratnik                                         | Slovénie                                            | Visma-Lease a Bike                                  | 8                                                   |
| 3e                                                  | Romain Bardet                                       | France                                              | Team dsm-firmenich PostNL                           | 6                                                   |
| 4e                                                  | Andrea Bagioli                                      | Italie                                              | Lidl-Trek                                           | 5                                                   |
| 5e                                                  | Marco Frigo                                         | Italie                                              | Israel-Premier Tech                                 | 4                                                   |
| 6e                                                  | Valentin Paret-Peintre                              | France                                              | Decathlon AG2R La Mondiale                          | 3                                                   |
| 7e                                                  | Simone Velasco                                      | Italie                                              | Astana Qazaqstan                                    | 2                                                   |
| 8e                                                  | Nicola Conci                                        | Italie                                              | Alpecin-Deceuninck                                  | 1                                                   |
| modifier                                            |                                                     |                                                     |                                                     |                                                     |

| \| Arrivée d'étape Bocca della Selva (km 142) \| Arrivée d'étape Bocca della Selva (km 142) \| Arrivée d'étape Bocca della Selva (km 142) \| Arrivée d'étape Bocca della Selva (km 142) \| Arrivée d'étape Bocca della Selva (km 142) \| \| ------------------------------------------ \| ------------------------------------------ \| ------------------------------------------ \| ------------------------------------------ \| ------------------------------------------ \| \| \| Coureur \| Pays \| Équipe \| Point(s) \| \| 1er \| Valentin Paret-Peintre \| France \| Decathlon AG2R La Mondiale \| 15 \| \| 2e \| Romain Bardet \| France \| Team dsm-firmenich PostNL \| 12 \| \| 3e \| Jan Tratnik \| Slovénie \| Visma-Lease a Bike \| 9 \| \| 4e \| Andrea Bagioli \| Italie \| Lidl-Trek \| 7 \| \| 5e \| Aurélien Paret-Peintre \| France \| Decathlon AG2R La Mondiale \| 6 \| \| 6e \| Simon Geschke \| Allemagne \| Cofidis \| 5 \| \| 7e \| Filippo Zana \| Italie \| Jayco AlUla \| 4 \| \| 8e \| Domenico Pozzovivo \| Italie \| VF Group-Bardiani CSF-Faizané \| 3 \| \| 9e \| Nicola Conci \| Italie \| Alpecin-Deceuninck \| 2 \| \| 10e \| Esteban Chaves \| Colombie \| EF Education-EasyPost \| 1 \| \| modifier \| \| \| \| \| |                        |           |                               |          |
| Arrivée d'étape Bocca della Selva (km 142) |                        |           |                               |          |
| | Coureur                | Pays      | Équipe                        | Point(s) |
| 1er | Valentin Paret-Peintre | France    | Decathlon AG2R La Mondiale    | 15       |
| 2e | Romain Bardet          | France    | Team dsm-firmenich PostNL     | 12       |
| 3e | Jan Tratnik            | Slovénie  | Visma-Lease a Bike            | 9        |
| 4e | Andrea Bagioli         | Italie    | Lidl-Trek                     | 7        |
| 5e | Aurélien Paret-Peintre | France    | Decathlon AG2R La Mondiale    | 6        |
| 6e | Simon Geschke          | Allemagne | Cofidis                       | 5        |
| 7e | Filippo Zana           | Italie    | Jayco AlUla                   | 4        |
| 8e | Domenico Pozzovivo     | Italie    | VF Group-Bardiani CSF-Faizané | 3        |
| 9e | Nicola Conci           | Italie    | Alpecin-Deceuninck            | 2        |
| 10e | Esteban Chaves         | Colombie  | EF Education-EasyPost         | 1        |
| modifier |                        |           |                               |          |

### Points attribués pour le classement du meilleur grimpeur
| Camposauro (km 82,5) 2e catégorie (6,1 km à 7,5%) | Camposauro (km 82,5) 2e catégorie (6,1 km à 7,5%) | Camposauro (km 82,5) 2e catégorie (6,1 km à 7,5%) | Camposauro (km 82,5) 2e catégorie (6,1 km à 7,5%) | Camposauro (km 82,5) 2e catégorie (6,1 km à 7,5%) |
| ------------------------------------------------- | ------------------------------------------------- | ------------------------------------------------- | ------------------------------------------------- | ------------------------------------------------- |
|                                                   | Coureur                                           | Pays                                              | Équipe                                            | Point(s)                                          |
| 1er                                               | Simon Geschke                                     | Allemagne                                         | Cofidis                                           | 18                                                |
| 2e                                                | Filippo Fiorelli                                  | Italie                                            | VF Group-Bardiani CSF-Faizané                     | 8                                                 |
| 3e                                                | Enzo Paleni                                       | France                                            | Groupama-FDJ                                      | 6                                                 |
| 4e                                                | Andrea Bagioli                                    | Italie                                            | Lidl-Trek                                         | 4                                                 |
| 5e                                                | Romain Bardet                                     | France                                            | Team dsm-firmenich PostNL                         | 2                                                 |
| 6e                                                | Damiano Caruso                                    | Italie                                            | Bahrain Victorious                                | 1                                                 |
| modifier                                          |                                                   |                                                   |                                                   |                                                   |

| Bocca della Selva (km 142) 1re catégorie (18,1 km à 5,6%) | Bocca della Selva (km 142) 1re catégorie (18,1 km à 5,6%) | Bocca della Selva (km 142) 1re catégorie (18,1 km à 5,6%) | Bocca della Selva (km 142) 1re catégorie (18,1 km à 5,6%) | Bocca della Selva (km 142) 1re catégorie (18,1 km à 5,6%) |
| --------------------------------------------------------- | --------------------------------------------------------- | --------------------------------------------------------- | --------------------------------------------------------- | --------------------------------------------------------- |
|                                                           | Coureur                                                   | Pays                                                      | Équipe                                                    | Point(s)                                                  |
| 1er                                                       | Valentin Paret-Peintre                                    | France                                                    | Decathlon AG2R La Mondiale                                | 50                                                        |
| 2e                                                        | Romain Bardet                                             | France                                                    | Team dsm-firmenich PostNL                                 | 24                                                        |
| 3e                                                        | Jan Tratnik                                               | Slovénie                                                  | Visma-Lease a Bike                                        | 16                                                        |
| 4e                                                        | Andrea Bagioli                                            | Italie                                                    | Lidl-Trek                                                 | 9                                                         |
| 5e                                                        | Aurélien Paret-Peintre                                    | France                                                    | Decathlon AG2R La Mondiale                                | 6                                                         |
| 6e                                                        | Simon Geschke                                             | Allemagne                                                 | Cofidis                                                   | 4                                                         |
| 7e                                                        | Filippo Zana                                              | Italie                                                    | Jayco AlUla                                               | 2                                                         |
| 8e                                                        | Domenico Pozzovivo                                        | Italie                                                    | VF Group-Bardiani CSF-Faizané                             | 1                                                         |
| modifier                                                  |                                                           |                                                           |                                                           |                                                           |

### Points attribués pour le classement des sprints intermédiaires
| Sprint intermédiaire Arpaia (km 52,1) | Sprint intermédiaire Arpaia (km 52,1) | Sprint intermédiaire Arpaia (km 52,1) | Sprint intermédiaire Arpaia (km 52,1) | Sprint intermédiaire Arpaia (km 52,1) |
| ------------------------------------- | ------------------------------------- | ------------------------------------- | ------------------------------------- | ------------------------------------- |
|                                       | Coureur                               | Pays                                  | Équipe                                | Point(s)                              |
| 1er                                   | Alessandro De Marchi                  | Italie                                | Jayco AlUla                           | 10                                    |
| 2e                                    | Simon Clarke                          | Australie                             | Israel-Premier Tech                   | 6                                     |
| 3e                                    | Kaden Groves                          | Australie                             | Alpecin-Deceuninck                    | 3                                     |
| 4e                                    | Filippo Fiorelli                      | Italie                                | VF Group-Bardiani CSF-Faizané         | 2                                     |
| 5e                                    | Quinten Hermans                       | Belgique                              | Alpecin-Deceuninck                    | 1                                     |
| modifier                              |                                       |                                       |                                       |                                       |

| Sprint intermédiaire Cusano Mutri (km 121,4) | Sprint intermédiaire Cusano Mutri (km 121,4) | Sprint intermédiaire Cusano Mutri (km 121,4) | Sprint intermédiaire Cusano Mutri (km 121,4) | Sprint intermédiaire Cusano Mutri (km 121,4) |
| -------------------------------------------- | -------------------------------------------- | -------------------------------------------- | -------------------------------------------- | -------------------------------------------- |
|                                              | Coureur                                      | Pays                                         | Équipe                                       | Point(s)                                     |
| 1er                                          | Jan Tratnik                                  | Slovénie                                     | Visma-Lease a Bike                           | 10                                           |
| 2e                                           | Romain Bardet                                | France                                       | Team dsm-firmenich PostNL                    | 6                                            |
| 3e                                           | Marco Frigo                                  | Italie                                       | Israel-Premier Tech                          | 3                                            |
| 4e                                           | Valentin Paret-Peintre                       | France                                       | Decathlon AG2R La Mondiale                   | 2                                            |
| 5e                                           | Andrea Bagioli                               | Italie                                       | Lidl-Trek                                    | 1                                            |
| modifier                                     |                                              |                                              |                                              |                                              |

### Bonifications
|   | Coureur          | Pays     | Équipe                        | Secondes |
| - | ---------------- | -------- | ----------------------------- | -------- |
| 1 | Filippo Fiorelli | Italie   | VF Group-Bardiani CSF-Faizané | 3 s      |
| 2 | Jan Tratnik      | Slovénie | Visma-Lease a Bike            | 2 s      |
| 3 | Romain Bardet    | France   | Team dsm-firmenich PostNL     | 1 s      |

|   | Coureur       | Pays     | Équipe                    | Secondes |
| - | ------------- | -------- | ------------------------- | -------- |
| 1 | Jan Tratnik   | Slovénie | Visma-Lease a Bike        | 3 s      |
| 2 | Romain Bardet | France   | Team dsm-firmenich PostNL | 2 s      |
| 3 | Marco Frigo   | Italie   | Israel-Premier Tech       | 1 s      |

| \| \| Coureur \| Pays \| Équipe \| Secondes \| \| - \| ---------------------- \| -------- \| -------------------------- \| -------- \| \| 1 \| Valentin Paret-Peintre \| France \| Decathlon AG2R La Mondiale \| 10 s \| \| 2 \| Romain Bardet \| France \| Team dsm-firmenich PostNL \| 6 s \| \| 3 \| Jan Tratnik \| Slovénie \| Visma-Lease a Bike \| 4 s \| |                        |          |                            |          |
| | Coureur                | Pays     | Équipe                     | Secondes |
| 1 | Valentin Paret-Peintre | France   | Decathlon AG2R La Mondiale | 10 s     |
| 2 | Romain Bardet          | France   | Team dsm-firmenich PostNL  | 6 s      |
| 3 | Jan Tratnik            | Slovénie | Visma-Lease a Bike         | 4 s      |

## Classements à l'issue de l'étape

### Classement général
| \| Classement général \| Classement général \| Classement général \| Classement général \| Classement général \| \| Coureur \| Coureur \| Pays \| Équipe \| Temps \| \| ------------------ \| ------------------ \| ------------------ \| -------------------------- \| ------------------ \| \| 1er \| Tadej Pogačar \| Slovénie \| UAE Team Emirates \| 36 h 46 min 08 s \| \| 2e \| Daniel Martínez \| Colombie \| Bora-Hansgrohe \| + 2 min 40 s \| \| 3e \| Geraint Thomas \| Royaume-Uni \| Ineos Grenadiers \| + 2 min 58 s \| \| 4e \| Ben O'Connor \| Australie \| Decathlon-AG2R La Mondiale \| + 3 min 39 s \| \| 5e \| Cian Uijtdebroeks \| Belgique \| Team Visma \\| Lease a Bike \| + 4 min 15 s \| \| 6e \| Antonio Tiberi \| Italie \| Bahrain Victorious \| + 4 min 27 s \| \| 7e \| Romain Bardet \| France \| Team dsm-firmenich PostNL \| + 4 min 57 s \| \| 8e \| Lorenzo Fortunato \| Italie \| Astana Qazaqstan Team \| + 5 min 19 s \| \| 9e \| Filippo Zana \| Italie \| Team Jayco AlUla \| + 5 min 23 s \| \| 10e \| Einer Rubio \| Colombie \| Movistar Team \| + 5 min 28 s \| |                   |             |                            |                  |
| |                   |             |                            |                  |
| Sources : ProCyclingStats Cycling Quotient |                   |             |                            |                  |
| Classement général |                   |             |                            |                  |
| Coureur | Coureur           | Pays        | Équipe                     | Temps            |
| 1er | Tadej Pogačar     | Slovénie    | UAE Team Emirates          | 36 h 46 min 08 s |
| 2e | Daniel Martínez   | Colombie    | Bora-Hansgrohe             | + 2 min 40 s     |
| 3e | Geraint Thomas    | Royaume-Uni | Ineos Grenadiers           | + 2 min 58 s     |
| 4e | Ben O'Connor      | Australie   | Decathlon-AG2R La Mondiale | + 3 min 39 s     |
| 5e | Cian Uijtdebroeks | Belgique    | Team Visma \| Lease a Bike | + 4 min 15 s     |
| 6e | Antonio Tiberi    | Italie      | Bahrain Victorious         | + 4 min 27 s     |
| 7e | Romain Bardet     | France      | Team dsm-firmenich PostNL  | + 4 min 57 s     |
| 8e | Lorenzo Fortunato | Italie      | Astana Qazaqstan Team      | + 5 min 19 s     |
| 9e | Filippo Zana      | Italie      | Team Jayco AlUla           | + 5 min 23 s     |
| 10e | Einer Rubio       | Colombie    | Movistar Team              | + 5 min 28 s     |

### Classement par points
| Classement par points | Classement par points | Classement par points | Classement par points         | Classement par points |
| Coureur               | Coureur               | Pays                  | Équipe                        | Points                |
| --------------------- | --------------------- | --------------------- | ----------------------------- | --------------------- |
| 1er                   | Jonathan Milan        | Italie                | Lidl-Trek                     | 174 pts               |
| 2e                    | Kaden Groves          | Australie             | Alpecin-Deceuninck            | 122 pts               |
| 3e                    | Tim Merlier           | Belgique              | Soudal Quick-Step             | 100 pts               |
| 4e                    | Filippo Fiorelli      | Italie                | VF Group-Bardiani CSF-Faizanè | 71 pts                |
| 5e                    | Andrea Pietrobon      | Italie                | Team Polti Kometa             | 68 pts                |
| 6e                    | Tadej Pogačar         | Slovénie              | UAE Team Emirates             | 57 pts                |
| 7e                    | Benjamin Thomas       | France                | Cofidis                       | 56 pts                |
| 8e                    | Jhonatan Narváez      | Équateur              | Ineos Grenadiers              | 45 pts                |
| 9e                    | Michael Valgren       | Danemark              | EF Education-EasyPost         | 40 pts                |
| 10e                   | Phil Bauhaus          | Allemagne             | Bahrain Victorious            | 37 pts                |

### Classement de la montagne
| Classement de la montagne | Classement de la montagne | Classement de la montagne | Classement de la montagne     | Classement de la montagne |
| Coureur                   | Coureur                   | Pays                      | Équipe                        | Points                    |
| ------------------------- | ------------------------- | ------------------------- | ----------------------------- | ------------------------- |
| 1er                       | Tadej Pogačar             | Slovénie                  | UAE Team Emirates             | 104 pts                   |
| 2e                        | Simon Geschke             | Allemagne                 | Cofidis                       | 58 pts                    |
| 3e                        | Valentin Paret-Peintre    | France                    | Decathlon-AG2R La Mondiale    | 55 pts                    |
| 4e                        | Daniel Martínez           | Colombie                  | Bora-Hansgrohe                | 52 pts                    |
| 5e                        | Lilian Calmejane          | France                    | Intermarché-Wanty             | 32 pts                    |
| 6e                        | Romain Bardet             | France                    | Team dsm-firmenich PostNL     | 32 pts                    |
| 7e                        | Geraint Thomas            | Royaume-Uni               | Ineos Grenadiers              | 22 pts                    |
| 8e                        | Andrea Piccolo            | Italie                    | EF Education-EasyPost         | 18 pts                    |
| 9e                        | Filippo Fiorelli          | Italie                    | VF Group-Bardiani CSF-Faizanè | 18 pts                    |
| 10e                       | Ben O'Connor              | Australie                 | Decathlon-AG2R La Mondiale    | 17 pts                    |

### Classement du meilleur jeune
| Classement du meilleur jeune | Classement du meilleur jeune | Classement du meilleur jeune | Classement du meilleur jeune | Classement du meilleur jeune |
| Coureur                      | Coureur                      | Pays                         | Équipe                       | Temps                        |
| ---------------------------- | ---------------------------- | ---------------------------- | ---------------------------- | ---------------------------- |
| 1er                          | Cian Uijtdebroeks            | Belgique                     | Team Visma \| Lease a Bike   | 36 h 50 min 23 s             |
| 2e                           | Antonio Tiberi               | Italie                       | Bahrain Victorious           | + 12 s                       |
| 3e                           | Filippo Zana                 | Italie                       | Team Jayco AlUla             | + 1 min 08 s                 |
| 4e                           | Thymen Arensman              | Pays-Bas                     | Ineos Grenadiers             | + 1 min 37 s                 |
| 5e                           | Alex Baudin                  | France                       | Decathlon-AG2R La Mondiale   | + 2 min 23 s                 |
| 6e                           | Davide Piganzoli             | Italie                       | Team Polti Kometa            | + 7 min 15 s                 |
| 7e                           | Giovanni Aleotti             | Italie                       | Bora-Hansgrohe               | + 10 min 00 s                |
| 8e                           | Valentin Paret-Peintre       | France                       | Decathlon-AG2R La Mondiale   | + 18 min 33 s                |
| 9e                           | Mauri Vansevenant            | Belgique                     | Soudal Quick-Step            | + 23 min 40 s                |
| 10e                          | Edoardo Zambanini            | Italie                       | Bahrain Victorious           | + 35 min 19 s                |

### Classement par équipes
| Classement par équipes | Classement par équipes        | Classement par équipes | Classement par équipes |
| Équipe                 | Équipe                        | Pays                   | Temps                  |
| ---------------------- | ----------------------------- | ---------------------- | ---------------------- |
| 1re                    | Decathlon-AG2R La Mondiale    | France                 | 110 h 32 min 27 s      |
| 2e                     | Ineos Grenadiers              | Royaume-Uni            | + 7 min 07 s           |
| 3e                     | Bora-Hansgrohe                | Allemagne              | + 20 min 31 s          |
| 4e                     | UAE Team Emirates             | Émirats arabes unis    | + 27 min 10 s          |
| 5e                     | Astana Qazaqstan Team         | Kazakhstan             | + 29 min 26 s          |
| 6e                     | VF Group-Bardiani CSF-Faizané | Italie                 | + 33 min 47 s          |
| 7e                     | Team Visma \| Lease a Bike    | Pays-Bas               | + 42 min 15 s          |
| 8e                     | Bahrain Victorious            | Bahreïn                | + 46 min 07 s          |
| 9e                     | EF Education-EasyPost         | États-Unis             | + 47 min 02 s          |
| 10e                    | Movistar Team                 | Espagne                | + 48 min 02 s          |

### Sanctions au classement UCI
| \| Coureur \| Pays \| Équipe \| Points \| \| ----------- \| -------- \| ------------------ \| ----------- \| \| Jan Tratnik \| Slovénie \| Visma-Lease a Bike \| - 25 points \| |          |                    |             |
| Coureur | Pays     | Équipe             | Points      |
| Jan Tratnik | Slovénie | Visma-Lease a Bike | - 25 points |

## Abandons
- Olav Kooij (Visma-Lease a Bike) : non partant
- Ethan Vernon (Israel-Premier Tech) : non partant
- Max Kanter (Astana Qazaqstan) : non partant
- Marius Mayrhofer (Tudor) : non partant